# قائمة أسعار البريد العثماني في فلسطين
تتضمن هذه المقالة قائمة أسعار البريد العثماني في فلسطين التي كانت ساريةً بين عامي 1840 و1918 خلال الحكم العثماني في فلسطين. أما الأسعار التي لم تُطبّق في فلسطين فهي غير مضمَّنة.
ميّز المرسوم الإمبراطوري الصادر في 12 رمضان 1256 (14 أكتوبر 1840) والمراسيم اللاحقة بين ثلاثة أنواع من عناصر البريد: الرسائل العادية، الرسائل المسجلة (العلامات te'ahudd olunmoshdur)، والرسائل الرسمية (العلامات tahirat-i mühümme). قبل المرسوم الإمبراطوري، كانت الخدمة البريدية العثمانية متقطعة في المدن الداخلية في فلسطين. تم حساب الرسوم حسب نوع البريد، والوزن، والمسافة (المقاسة بالساعات): في عام 1840، كانت تكلفة الرسالة العادية، التي تزن أقل من 10 جرام، تساوي تكلفة الساعة 1 بارة (عملة). تطبق الرسوم الخاصة على العينات، والبريد المؤمن، والتسليم الخاص، والمطبوعات، وما إلى ذلك. تغيرت الأسعار البريدية بشكل متكرر، وأضيفت خدمات جديدة على مر السنين. عند الانضمام إلى الاتحاد البريدي العالمي في 1 يوليو 1875، كانت الأسعار العثمانية في الخارج متوافقة مع قواعد الاتحاد البريدي العالمي.

## أسعار البريد
| تاريخ          | تفاصيل الأسعار والتغيرات اللاحقة (ذات الصلة بفلسطين)  | تفاصيل الأسعار والتغيرات اللاحقة (ذات الصلة بفلسطين) |
| -------------- | ----------------------------------------------------- | --- |
| 14 أكتوبر 1840 | البريد العادي                                         | 1 بارة (عملة) لكل 3 درهم (حوالي 9.6 جم) وساعة واحدة؛ نصف بارة زيادة عن كل درهم إضافي وساعة |
| 14 أكتوبر 1840 | البريد الرسمي                                         | ضعف المعدل الأساسي |
| 14 أكتوبر 1840 | المطبوعات والصحف                                      | ربع بارا لكل 5 دراهم وساعة واحدة |
| 14 أكتوبر 1840 | عينات                                                 | 10 بارا في الساعة وأوكا (1282 جم) |
| 14 أكتوبر 1840 | توصيل خاص                                             | 25 قرش (عملة تركية) الرسوم الأساسية بالإضافة إلى 3.5 قرش في الساعة |
| 14 أكتوبر 1840 | تأمين                                                 | 2 بارا في الساعة لكل 1000 قرش من القيمة؛ سعر خاص للعملات الفضية: 12 بارا في الساعة لكل 1000 قرش من القيمة |
| 22 يناير 1843  | الصحف                                                 | لصحيفة صغيرة الحجم ولمدة تصل إلى 60 ساعة: 10 بارا؛ لأي صحيفة تزيد مدتها عن 60 ساعة: 20 فقرة |
| 1 فبراير 1858  | الصحف                                                 | لصحيفة محلية ولمدة تصل إلى 50 ساعة: 20 بارا؛ 51 حتى 100 ساعة: 40 بارا، أكثر من 101 ساعة: 60 بارا |
| 17 يناير 1861  | الصحف                                                 | لصحيفة يومية ولمدة تصل إلى 50 ساعة: 2 بارا؛ 51 حتى 100 ساعة: 4 بارا، أكثر من 101 ساعة: 6 بارا |
| 17 سبتمبر 1863 | البريد العادي                                         | 1 قرش لكل 3 دراهم (9.6 جرام) ولمدة تصل إلى 50 ساعة؛ 51 حتى 100 ساعة: 3 قرش. لكل 100 ساعة خلال الـ 100 ساعة الأولى: 2 قرش إضافي (الحد الأقصى: 11 قرش). الوزن فوق 3 دراهم: زيادة 50% لكل درهم.                                                                                     |
| 17 سبتمبر 1863 | تسجيل                                                 | ضعف المعدل الأساسي |
| 17 سبتمبر 1863 | البريد الرسمي                                         | نفس المعدل المدني |
| 17 سبتمبر 1863 | الصحف                                                 | ما يصل إلى 50 ساعة: 10 بارا؛ 51 حتى 100 ساعة: 20 بارا، أكثر من 101 ساعة: 30 بارا. البريد البحري: 20 بارا |
| 3 أكتوبر 1868  | البريد العادي                                         | 1.5 قرش لكل 3 دراهم (9.6 جرام) وحتى 100 ساعة؛ 101 حتى 200 ساعة: 3 قرش. أكثر من 200 ساعة: 6 قروش. البريد البحري: 1 قرش |
| 3 أكتوبر 1868  | الصحف                                                 | 5 بارا لكل 5 دراهم (16 جرام): 10 بارا لكل 5 حتى 10 دراهم، أكثر من 10 دراهم: 20 بارا |
| 31 أكتوبر 1871 | قياس الوزن العشري: 10 جرام بدلاً من 3 دراهم (9.6 جرام) | قياس الوزن العشري: 10 جرام بدلاً من 3 دراهم (9.6 جرام) |
| 31 أكتوبر 1871 | البريد الرسمي                                         | حر |
| 1876           | الرسائل الأجنبية (الاتحاد البريدي العالمي)            | 1 قرش و10 بارا لكل 10 جرام؛ البطاقات البريدية (الاتحاد البريدي العالمي): 20 فقرة |
| 15 أكتوبر 1882 | البريد العادي                                         | 2 قرش لكل 10 جرام؛ البريد البحري: 20 بارا لكل 10 جرام، البطاقات البريدية: 20 بارا |
| 15 أكتوبر 1882 | الرسائل الأجنبية (الاتحاد البريدي العالمي)            | 1 قرش لكل 10 جرام؛ البطاقات البريدية (الاتحاد البريدي العالمي): 20 فقرة |
| 15 أكتوبر 1882 | البريد المناسب                                        | ضعف المعدل الفعلي |
| 15 أكتوبر 1882 | المطبوعات والصحف                                      | 5 بارا تصل إلى 15 جرام؛ ما يصل إلى 30 جم: 10 بارا، أكثر من 30 جم: 20 بارا. التنسيق الكبير: 20 بارًا حتى 85 جرامًا. البريد البحري: 10 بارا لكل 75 جرام |
| 15 أكتوبر 1882 | عينات                                                 | 10 بارا حتى 50 جرام؛ يصل رo 100 جرام: 1 قرش، 101 حتى 200 جرام: 2 قرش، 200 حتى 250 جرام: 2 قرش 10 بارا، بالإضافة إلى 20 بارا لكل 50 جرام إضافي (الحد الأقصى: 2000 جرام) |
| 6 سبتمبر 1888  | البريد العادي                                         | 1 قرش لكل 15 جرام |
| 6 سبتمبر 1888  | تسجيل                                                 | 1 قرش |
| 6 سبتمبر 1888  | نصيحة الاستلام                                        | 1 قرش |
| 12 أغسطس 1900  | الحوالات المالية                                      | 20 بارا تصل قيمتها إلى 100 قرش؛ أكثر من 100 وحتى 500 قيمة قرش: 20 بارا لكل قيمة 100 قرش؛ أكثر من 500 وحتى 2000 قرش: 20 بارا لكل 200 قرش |
| 12 أغسطس 1900  | تأمين                                                 | 1 قرش لكل 1000 قرش من القيمة |
| 14 يونيو 1901  | الطرود (البحر أو السكك الحديدية)                      | 4 قرش لكل 5 كجم (باستخدام خط بحري أو خط سكة حديد واحد)؛ باستخدام خطين بحري أو خط سكك حديدية: 8 قروش لكل 5 كجم; استخدام ثلاثة خطوط بحرية أو خطوط سكك حديدية أو أكثر: 10 قروش لكل 5 كجم                                                                                            |
| 14 يونيو 1901  | قطع (أرض)                                             | 20 قرش لكل 5 كجم (داخل نفس المحافظة)؛ إلى المقاطعة المجاورة: 35 قرش لكل 5 كجم; إلى المقاطعة التي تزيلها مقاطعة واحدة: 50 قرش لكل 5 كجم؛ إلى المقاطعة التي تمت إزالتها بواسطة محافظتين: 65 قرش لكل 5 كجم؛ إلى المقاطعة التي تمت إزالتها من قبل أكثر من مقاطعتين: 80 قرش لكل 5 كجم |
| 14 يونيو 1901  | كثافة العمليات. الطرود                                | 11 قرش لكل 5 كجم |
| 13 أكتوبر 1903 | بطاقات بريدية احتفالية                                | ما يصل إلى 30 جرامًا: 5 فقرات لكل خمس كلمات؛ ما يصل إلى 50 جرام: 10 بارا |
| 26 يوليو 1913  | الشيكات البريدية                                      | 20 بارا لما يصل إلى 10 قروش |
| 8 يوليو 1915   | ضريبة أيتام الحرب                                     | 10 بارا لكل حرف؛ 20 بارا لكل خطاب مسجل؛ 5 قروش لكل برقية، 1 قرش لكل قطعة مؤمنة |

عملة:
- 1 الليرة (جنيه) = 100 قرش (عملة تركية)
- 1 قرش = 40 بارة (عملة)

## أنظر أيضاً
- مكاتب البريد العثماني في فلسطين
- الطوابع البريدية والتاريخ البريدي لفلسطين